# ایرا لاپیدوس

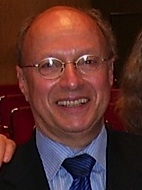
ایرا لاپیدوس

ایرا ماروین لاپیدوس( ایرا .م . لاپیدوس) استاد مطالعات تاریخ اسلام و خاورمیانه در دانشگاه برکلی کالیفرنیا می‌باشد. وی متولد ۱۹۳۷در بروکلین نیویورک است. وی از شاگردان همیلتون گیب و فارغ‌التحصیل تاریخ اسلام و خاورمیانه از دانشگاه هاروارد است. از ۱۹۶۵ مشغول تدریس در دانشگاه برکلی است و در ۱۹۸۳-۱۹۸۴ رئیس و مدیر انجمن مطالعات خاورمیانه آمریکای شمالی بوده است.

## آثار
- شهرهای مسلمان در سده های میانه متأخر:  ۱۹۶۷, ۱۹۸۴
- شهرهای خاورمیانه: ۱۳۶۹
- جنبش های اسلامی معاصر از منظر تاریخی: ۱۹۸۴
- اسلام ، سیاست و جنبش های اجتماعی:  ۱۹۸۸
- تاریخ جوامع اسلامی: ۱۹۸۸, ۲۰۰۲, ۲۰۱۴
- جوامع اسلامی تا سده نوزدهم؛ تاریخ جهانی: ۲۰۱۲